# 사랑의 눈물
《사랑의 눈물》(영어: Cry-Baby)은 1990년 개봉한 미국의 십대, 뮤지컬, 로맨틱 코미디 영화이다. 존 워터스가 감독과 각본을 맡았다.

## 출연

### 주연
- 조니 뎁
- 에이미 로케인
- 수잔 티렐

### 조연
- 폴리 버겐
- 이기 팝
- 릭키 레이크
- 트레이시 로즈
- 킴 맥과이어
- 대런 E. 버로우즈

## 기타
- 음향: 랜디 돔
- 미술: 빈센트 페라니오
- 의상: 밴 스미스
- 배역: 폴라 허롤드
- 배역: 팻 모란